# San Vito De Java Airport
San Vito De Java Airport är en flygplats i Costa Rica.   Den ligger i provinsen Puntarenas, i den sydöstra delen av landet, 170 km sydost om huvudstaden San José. San Vito De Java Airport ligger 999 meter över havet.
Terrängen runt San Vito De Java Airport är huvudsakligen kuperad, men österut är den platt. Runt San Vito De Java Airport är det ganska glesbefolkat, med 47 invånare per kvadratkilometer. Närmaste större samhälle är San Vito, 1,4 km väster om San Vito De Java Airport. I omgivningarna runt San Vito De Java Airport växer i huvudsak städsegrön lövskog.